# Aliança 8 de Março
A Aliança 8 de Março (em árabe: تحالف 8 آذار, translit. taḥāluf 8 adhār) é uma coalizão de partidos políticos e independentes no Líbano formada em 2005 que estão unidos por sua postura pró-Síria e sua oposição à Aliança 14 de Março. Foi a coalizão dominante no Líbano com o governo chefiado pelo primeiro-ministro Najib Mikati de junho de 2011 a março de 2013.
Foi originalmente formado pelo Hezbollah e pelo Movimento Amal, partidos apoiados principalmente pela população muçulmana xiita; o Movimento Marada, cristão; o Partido Comunista Líbanês e o Partido Social Nacionalista Sírio. Em 2006 ingressou, vindo da coligação governamental, o Movimento Patriótico Livre, apoiado sobretudo pela população cristã e pela ideologia reformista e que é atualmente o maior partido da coligação.

## História
O nome remonta a 8 de março de 2005, quando diferentes partidos convocaram uma manifestação em massa no centro de Beirute em resposta à Revolução dos Cedros. A manifestação agradeceu a Síria por ajudar a parar a Guerra Civil Libanesa e a ajuda na estabilização do Líbano e no apoio à resistência libanesa à ocupação israelense.

### Eleições legislativas de 2018
A aliança saiu vitoriosa ao reunir 76 cadeiras em 128 (60%), nas primeiras eleições legislativas desde 2009.

## Partidos membros
Atualmente detém 60 dos 128 assentos no parlamento após as eleições de 2022 e é composto por:
| Partido                           | Nome em árabe                     | Ideologia                                   | Parlamento do Líbano |
| --------------------------------- | --------------------------------- | ------------------------------------------- | -------------------- |
| Movimento Patriótico Livre        | التيار الوطني الحر                | Nacionalismo cívico Democracia cristã       | 17 / 128             |
| Movimento Amal                    | حركة أمل                          | Conservadorismo Populismo                   | 15 / 128             |
| Hezbollah                         | حزب الله                          | Islamismo xiita Khomeinismo                 | 15 / 128             |
| Federação Revolucionária Armênia  | الإتحاد الثوري الأرمني - الطاشناق | Nacionalismo armênio Socialismo democrático | 3 / 128              |
| Movimento Marada                  | تيار المردة                       | Nacionalismo libanês Democracia cristã      | 2 / 128              |
| Partido Social Nacionalista Sírio | الحزب السوري القومي الاجتماعي     | Social Nacionalismo                         | 0 / 128              |